# Kallichore
Kallichore (XLIV, S/2003 J11) är en av Jupiters månar. Den upptäcktes den 6 februari 2003 av en grupp astronomer vid University of Hawaii. Kallichore är cirka 2 kilometer i diameter och roterar kring Jupiter på ett avstånd av cirka 24 043 000 kilometer.